# The most beautiful girl
The most beautiful girl is een van de twee singles waarmee de Amerikaanse zanger Charlie Rich de Nederlandse hitparades wist te halen. In België was het zijn enige succesvolle single. Rich bezong daarin op tekst en muziek van derden zijn mooiste meisje tot dan toe. Het is een cover van Hey Mister van mede-songwriter Norro Wilson. Van een andere song van Norro Wilson, Mama McCluskie werd een tekstfragment gebruikt. Rich nam het nummer op toen hij 40 jaar oud was. Het is voor wat betreft genre enigszins moeilijk in te delen, een soort Presley-achtige countrymuziek komt er het dichtst bij.
Het nummer is een aantal keren door anderen opgenomen:
- 70-tiger jaren Slim Whitman
- 1975: de Noorse Anni-Frid Lyngstad met de Zweedse titel Vill du låna en man? voor een soloalbum tijdens haar ABBA-periode; twee Zweden namen het op Jan Höiland en Larz-Kristerz
- 2001: South 65 in 2001
- Rita Coolidge nam de Amerikaanse B-kant I feel like going home als cover op.
- 2019: Release van Ik Mis Haar - een Nederlandse versie van de song - door Salamon, tekstschrijver/zanger Siep J. Sierdsema.

## Hitnoteringen
Aan hitnoteringen had het plaatje geen gebrek. Naast de gewone hitparades scoorde het plaatje goed in de Amerikaanse en Canadese specifieke country- en adultlijsten.
| Hitparade (1973)                             | Peak position |
| -------------------------------------------- | ------------- |
| U.S. Billboard Hot Country Singles           | 1             |
| U.S. Billboard Hot 100                       | 1             |
| U.S. Billboard Hot Adult Contemporary Tracks | 1             |
| Canadian RPM Country Tracks                  | 1             |
| Canadian RPM Top Singles                     | 1             |
| Canadian RPM Adult Contemporary Tracks       | 1             |
| BRT Top 30                                   | 1             |
| Britse Singles Chart                         | 2             |
| Ierse Singles Chart                          | 2             |
| Nederlandse Top 40                           | 3             |
| Deense Singles Chart                         | 5             |
| Australische Kent Music Report               | 7             |
| Noorse Singles Chart                         | 8             |
| Franse Singles Chart                         | 10            |
| Duitse Singles Chart                         | 14            |

### Nederlandse Top 40
| Hitnotering: week 3 t/m 13 in 1974 | Hitnotering: week 3 t/m 13 in 1974 | Hitnotering: week 3 t/m 13 in 1974 | Hitnotering: week 3 t/m 13 in 1974 | Hitnotering: week 3 t/m 13 in 1974 | Hitnotering: week 3 t/m 13 in 1974 | Hitnotering: week 3 t/m 13 in 1974 | Hitnotering: week 3 t/m 13 in 1974 | Hitnotering: week 3 t/m 13 in 1974 | Hitnotering: week 3 t/m 13 in 1974 | Hitnotering: week 3 t/m 13 in 1974 | Hitnotering: week 3 t/m 13 in 1974 | Hitnotering: week 3 t/m 13 in 1974 |
| Week:                              | 1                                  | 2                                  | 3                                  | 4                                  | 5                                  | 6                                  | 7                                  | 8                                  | 9                                  | 10                                 | 11                                 |                                    |
| ---------------------------------- | ---------------------------------- | ---------------------------------- | ---------------------------------- | ---------------------------------- | ---------------------------------- | ---------------------------------- | ---------------------------------- | ---------------------------------- | ---------------------------------- | ---------------------------------- | ---------------------------------- | ---------------------------------- |
| Positie:                           | 16                                 | 5                                  | 4                                  | 4                                  | 8                                  | 11                                 | 18                                 | 27                                 | 29                                 | 32                                 | 40                                 | uit                                |

### NederlandseDaverende 30
| Hitnotering: 19-01-1974 t/m 08-03-1974 | Hitnotering: 19-01-1974 t/m 08-03-1974 | Hitnotering: 19-01-1974 t/m 08-03-1974 | Hitnotering: 19-01-1974 t/m 08-03-1974 | Hitnotering: 19-01-1974 t/m 08-03-1974 | Hitnotering: 19-01-1974 t/m 08-03-1974 | Hitnotering: 19-01-1974 t/m 08-03-1974 | Hitnotering: 19-01-1974 t/m 08-03-1974 | Hitnotering: 19-01-1974 t/m 08-03-1974 |
| Week:                                  | 1                                      | 2                                      | 3                                      | 4                                      | 5                                      | 6                                      | 7                                      |                                        |
| -------------------------------------- | -------------------------------------- | -------------------------------------- | -------------------------------------- | -------------------------------------- | -------------------------------------- | -------------------------------------- | -------------------------------------- | -------------------------------------- |
| Positie:                               | 15                                     | 5                                      | 4                                      | 3                                      | 9                                      | 11                                     | 16                                     | uit                                    |

### BRT Top 30
| Hitnotering: 02-02-1974 t/m 10-05-1974 | Hitnotering: 02-02-1974 t/m 10-05-1974 | Hitnotering: 02-02-1974 t/m 10-05-1974 | Hitnotering: 02-02-1974 t/m 10-05-1974 | Hitnotering: 02-02-1974 t/m 10-05-1974 | Hitnotering: 02-02-1974 t/m 10-05-1974 | Hitnotering: 02-02-1974 t/m 10-05-1974 | Hitnotering: 02-02-1974 t/m 10-05-1974 | Hitnotering: 02-02-1974 t/m 10-05-1974 | Hitnotering: 02-02-1974 t/m 10-05-1974 | Hitnotering: 02-02-1974 t/m 10-05-1974 | Hitnotering: 02-02-1974 t/m 10-05-1974 | Hitnotering: 02-02-1974 t/m 10-05-1974 | Hitnotering: 02-02-1974 t/m 10-05-1974 | Hitnotering: 02-02-1974 t/m 10-05-1974 | Hitnotering: 02-02-1974 t/m 10-05-1974 |
| Week:                                  | 1                                      | 2                                      | 3                                      | 4                                      | 5                                      | 6                                      | 7                                      | 8                                      | 9                                      | 10                                     | 11                                     | 12                                     | 13                                     | 14                                     |                                        |
| -------------------------------------- | -------------------------------------- | -------------------------------------- | -------------------------------------- | -------------------------------------- | -------------------------------------- | -------------------------------------- | -------------------------------------- | -------------------------------------- | -------------------------------------- | -------------------------------------- | -------------------------------------- | -------------------------------------- | -------------------------------------- | -------------------------------------- | -------------------------------------- |
| Positie:                               | 7                                      | 4                                      | 2                                      | 2                                      | 2                                      | 1                                      | 5                                      | 1                                      | 2                                      | 1                                      | 2                                      | 1                                      | 19                                     | 15                                     | uit                                    |

### NPO Radio 2 Top 2000
| Nummer met noteringen in de NPO Radio 2 Top 2000 | '99  | '00 | '01  | '02 | '03  | '04  | '05  |
| ------------------------------------------------ | ---- | --- | ---- | --- | ---- | ---- | ---- |
| The most beautiful girl                          | 1350 | -   | 1839 | -   | 1984 | 1864 | 1962 |

1. ↑  Een '-' betekent dat het nummer niet was genoteerd en een vetgedrukt getal geeft de hoogste notering aan.
2. ↑  Deze tabel is bijgewerkt tot en met de laatste editie (2024).